# Наїф Хаватме
Наїф Хаватме (араб. نايف حواتمة) — палестинський і йорданський радикальний політичний діяч. Один із найближчих сподвижників Ясіра Арафата. Ідеолог, організатор і учасник збройної боротьби в Йорданії, Лівані, Іраку, Південному Ємені та Палестині. З 1969 року незмінний генеральний секретар Демократичного фронту звільнення Палестини. У 1999 році очолюваний Хаватме ДФЗП був виключений зі списку терористичних організацій США і ООН.
У сучасній Палестині ім'я Хаватме асоціюється з прагненням палестинців до створення міжнародно визнаної арабської держави у відповідності з планом ООН від 1947 року. Перебуваючи в молодості під впливом маоїзму, у зрілі роки Хаватме відомий як прихильник ідей марксизму, протягом усього життя політик висуває гасла боротьби найбідніших верств палестинського товариства за свої соціальні права. Хаватме є автором виданих у різних країнах і на різних мовах історичних і теоретичних праць про палестинський рух опору та розвиток ситуації на Близькому Сході. У березні 2018 року на прес-конференції в Москві після переговорів у МЗС РФ Хаватме оголосив про можливості третьої інтифади в Палестині, якщо переговори про статус Східного Єрусалиму зайдуть у глухий кут. Ім'я Хаватме транслітерується з арабської в різних можливих варіантах: Наїф Хаватма, Наєф Хаватма і т. д.

## Біографія

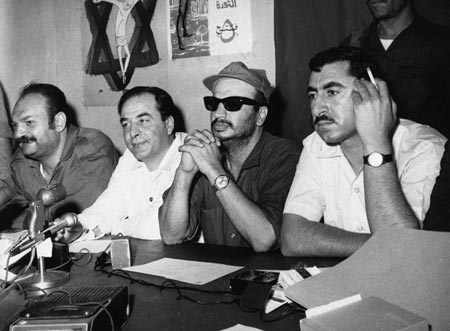
Хаватме (крайній праворуч) поруч з Ясіром Арафатом в Йорданії, 1970 рік

Точно невідомо, коли Хаватме народився в 1935, 1937 або 1938 роках. Походить із бедуїнського племені східнокатолицького віросповідання з Йорданії. Закінчив середню школу Аль-Хусейна в Аммані, потім поступив в Каїрський медичний університет (за іншими даними — закінчив Бейрутський університет, спеціальність філософія і психологія). У ранні роки вступив в Арабський націоналістичний рух (АНД). Після закінчення університету працював викладачем, а в 1955—1956 роках — журналістом в Йорданії. На початку 1950-х років увійшов в керівництво АНД в Йорданії і на Західному березі.
У 1959 році, коли АНД стало зазнавати переслідувань з боку йорданських влади, пішов у підпілля і був заочно засуджений до смертної кари. Таємно через Дамаск прибув у Триполі, Північний Ліван. У той період президент Лівану Каміль Шамун дотримувався проамериканської лінії і підтримував т. зв. «доктрину Ейзенхауера» щодо протидії розповсюдження комунізму на Близькому Сході. Наїф Хаватме підтримував антиурядові сили, які виступали проти колишнього курсу, і був одним з організаторів Національного фронту, в якому взяли участь колишній прем'єр-міністр Лівану Рашид Караме і його партія, АНД та БААС. У 1958 році в Лівані громадянська війна привела до зміни уряду. Новий уряд відмовився від проамериканського курсу і заявив про політику «позитивного нейтралітету». Американські війська були змушені залишити країну.
В кінці 1958 року Хаватме перебрався в Багдад і до 1963 року був головою іракського відділення АНД. Перебуваючи в Іраку, Хаватме провів 14 місяців в'язниці за участь в боротьбі проти президента Абделя Касема. Звільнений після державного перевороту, організованого БААС і генералом Арефом. Однак незабаром він був знову заарештований за публікації в видавалася їм газеті «Al-Wahdah» («Єдність») і висланий в Єгипет, а потім в Ліван.
З 1963 по 1967 рік Хаватме обіймав посаду голови АНД у Південному Ємені. Там він брав участь у русі за незалежність країни, що боровся проти британської адміністрації. Там же написав книгу «Криза Південноєменської революції» («The Crisis of the South Yemen Revolution»), у якій написав про нову революційну програму в контексті протиборства лівого і правого крила в Національному фронті Південного Ємену.

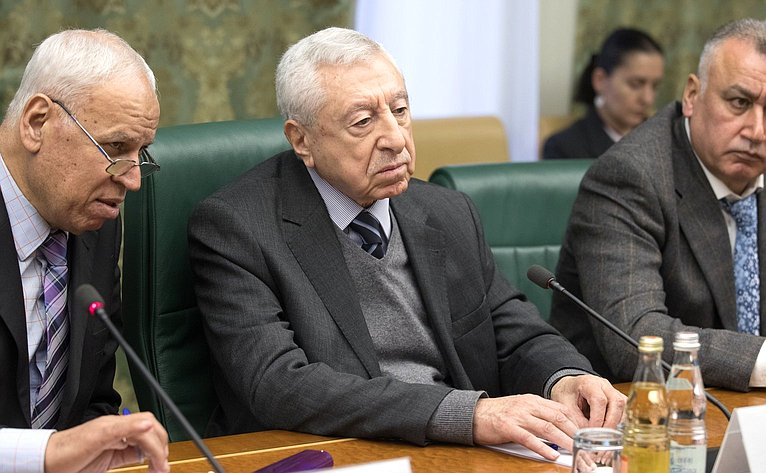
Хаватме (на фото в центрі) у 2017 році в Раді федерації РФ з делегацією Демократичного фронту звільнення Палестини

У 1967 році Хаватме повернувся в Йорданію, де взяв участь у заснуванні Народного фронту звільнення Палестини (НФЗП), в якому був лідером лівого крила. З часу створення Демократичного фронту звільнення Палестини (ДФЗП) в 1969 році є беззмінним лідером.
У вересні 1970 року йорданський уряд вирішив вигнати з країни палестинські організації, що вилилося в 10-місячні військові сутички між палестинськими активістами і йорданської армії. Ці події отримали популярність в якості «чорного вересня». У спеціальній офіційній заяві говорилося, що Наїф Хаватме повинен був бути захоплений «живим або мертвим».
У 1973 році Хаватме відійшов від раніше підтримуваної ідеї створення «народної, демократичної Палестини, в якій араби і євреї будуть жити без дискримінації, держава — без класового і національного гноблення» і висунув «Перехідну національну програму», що передбачала згідно резолюції ООН створення в Палестині двох держав — арабської і єврейської, і угоду з Ізраїлем. Відомі спроби Хаватме і ДФЗП почати діалог і взаємодію з ізраїльськими ультралівими групами (зокрема, з «Мацпен»). У квітні 1974 року Хаватме, першим з палестинських лідерів, звернувся до всіх ізраїльтян на сторінках тель-авівської газети «Єдіот Ахронот», а також інших видань, таких як американська «The Washington Post», бельгійська «Le Soir», французька «Le Monde» та ліванська «Annahar», де говорив про необхідність визнання права палестинського народу на повернення в рідні краї, його самовизначення і незалежності. ДФЗП за керівництвом Хаватме засуджував атаки на Ізраїль поза його межами (у тому числі, угони літаків) і наполягав на необхідності співпраці між арабами і євреями. У той же час ДФЗП організовував збройні атаки проти військових об'єктів на території Ізраїлю; також відомі такі акції по атаці цивільних об'єктів, як Різанина в Маалоті (1974) і різанина в шкільному автобусі в поселенні Авівім (1970). Операцію по захопленню школи в Маалот-Таршиха Хаватме і в 2000 роках вважав прикладом «великих партизанських операцій», повернутися до яким ДФЗП може при необхідності.
Після відступу палестинських терористичних організацій з Бейрута в 1982 році Хаватме грав центральну роль у захисті ООП, як коаліції палестинських організацій, і в угоді між двома фракціями ООП — ФАТХ і Фронту відмови.
З 1999 року очолюваний Хаватме ДФЗП виключений із списку терористичних організацій уряду США, а також з аналогічного списку ООН. У XXI столітті Хаватме є легітимним учасником міжнародних переговорів про остаточне врегулювання арабо-ізраїльського конфлікту і про статус Держави Палестина.
Хаватме виступав проти угод в Осло, укладених Іцхаком Рабіном і Ясіром Арафатом, назвавши їх зрадою. Однак пізніше, в кінці 1990-х років, примирився з угодами. На похороні короля Йорданії Хусейна 8 лютого 1999 року обмінявся рукостисканням з президентом Ізраїлю Езером Вейцманом. З моменту створення Палестинської національної адміністрації, ДФЗП під керівництвом Хаватме зайняв критичну позицію по відношенню до Арафата і ПНА в цілому, і поставив собі за словами Хатамве, метою стати альтернативою «традиційним націоналізму ФАТХ і його популізму»; однак, у порівнянні з правлячою ФАТХ й  ісламістами, що набирали популярність з 90-х років, популярність ДФЗП і особисто Хаватме залишається невисокою (0.4 %-1.6 % за опитуваннями різних років).
У 2004 році недовго брав участь у спільній палестино-ізраїльській неурядовій спробі почати об'єднання в коаліцію палестинських груп, що підтримують тезу «два народи — дві держави», яка перервалася в період «інтифади Аль-Акси».
У 2007 році вперше за 40 років, з 1967 року, Ізраїль дав офіційний дозвіл Хаватме зробити поїздку на Західний берег річки Йордан для того, щоб взяти участь у форумі Організації визволення Палестини (ОВП).
Хаватме — прихильник ідей соціалізму, виборної демократії та політичного плюралізму. Він є критиком політизації ісламу, виступає за створення громадянського суспільства і сучасної світської держави, не заснованої на конфесійному або вузьконаціональному принципі, близький до християнських цінностей. Після розпаду СРСР ДФЗП, за словами Хаватме, більше не розглядає себе як «марксистську організацію класичного типу», а стає «новою лівою марксистською організацією, яка вбирає досвід революційної дії національного і світового масштабу».
За деякими даними, живе в Сирії, де ДФЗП має численних прихильників. В якості лідера Демократичного фронту звільнення Палестини на запрошення МЗС РФ регулярно відвідує з візитами Росію, де Хаватме проводить зустрічі в Держдумі та Раді Федерації, в Адміністрації президента РФ, МЗС РФ, Інституті сходознавства, а також влаштовує епатажні прес-конференції. В ході візиту до Москви в березні 2018 року Хаватме повідомив, що Організація визволення Палестини (ОВП) вимагає відмовитися від визнання Палестиною держави Ізраїль і від економічного співробітництва з ним, а також попередив про можливість третьої інтифади у випадку запланованого відкриття 15 травня 2018 року посольства США в Ізраїлі в Єрусалимі.